# Donja Gorevnica
Donja Gorevnica (cyr. Доња Горевница) – wieś w Serbii, w okręgu morawickim, w mieście Čačak. W 2011 roku liczyła 877 mieszkańców.